# گرمای واپاشی

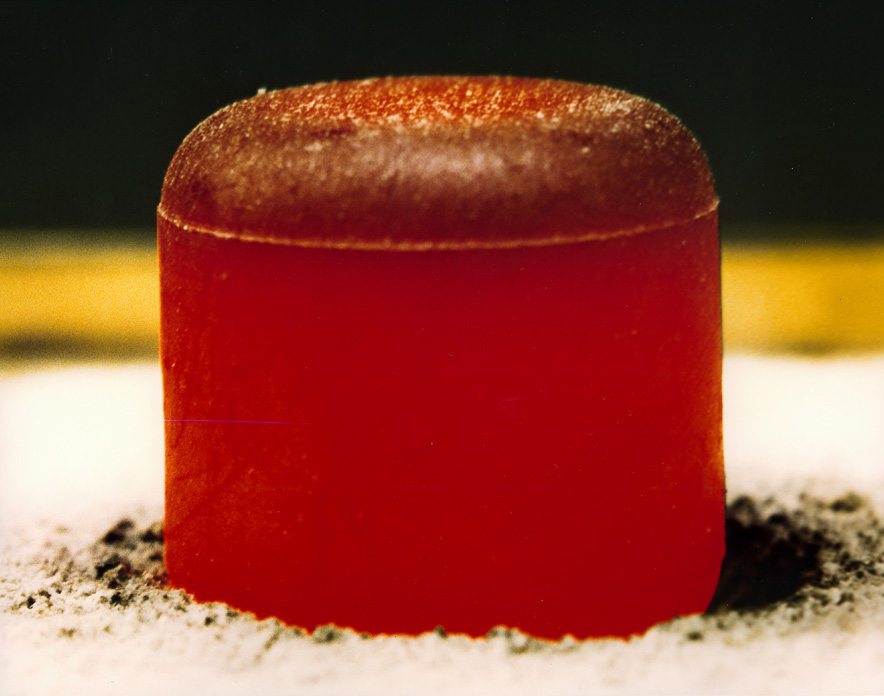
قطعه‌ای از ایزوتوپ پلوتونیم-۲۳۸ که به دلیل تولید انرژی واپاشی همواره به صورت سرخ و درخشنده است. از این ماده در مولد گرما-الکتریکی ایزوتوپی و باتری‌های هسته‌ای استفاده می‌شود.

گرمای واپاشی(به انگلیسی: Decay heat) به گرمای تولید شده طی فرایند واپاشی هسته‌های پرتوزا و تولید پرتوهای آلفا، بتا و گاما گفته می‌شود. این انرژی در رآکتورهای هسته‌ای آزاد شده و منجر به تولید گرما و انرژی الکتریکی می‌شود. 

## جستارهای  وابسته
- انرژی واپاشی